# Kuntaur
Kuntaur – miasto w Gambii w dywizji Central River, na północnym brzegu rzeki Gambia. Mieszka tu około 2,5 tys. ludzi (stan z 2007). Kuntaur położony jest około 3 km od miejscowości Wassu, gdzie znajdują się kamienne kręgi Senegambii.